# Catena del Reticone
La Catena del Reticone (detta anche semplicemente Reticone in tedesco Rätikon) è una sottosezione delle Alpi Retiche occidentali che interessa l'Austria (Länder del Vorarlberg), la Svizzera (canton Grigioni) ed il Liechtenstein.

## Classificazione

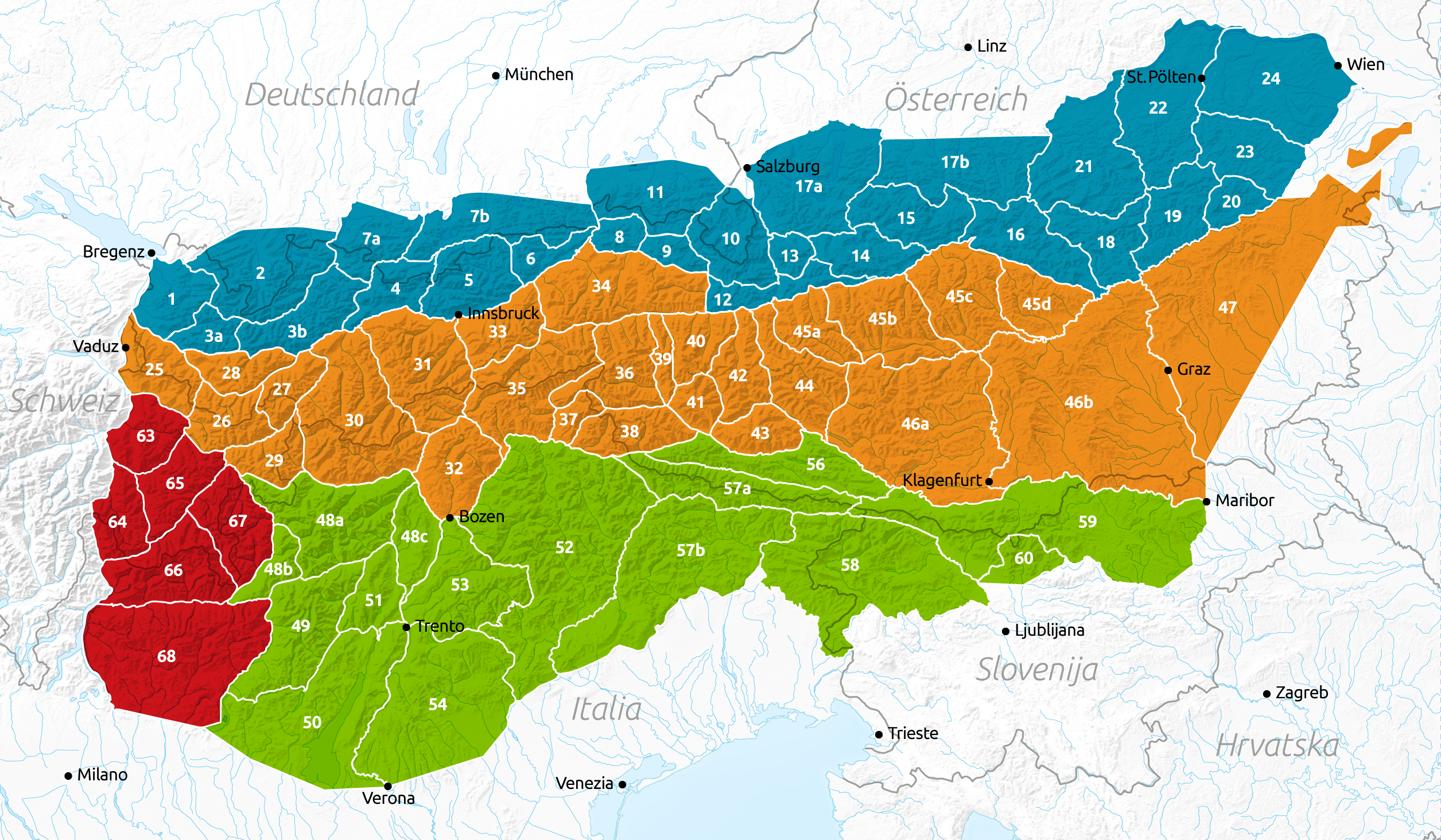
La Catena del Reticone secondo l'AVE è individuata dal numero 25.

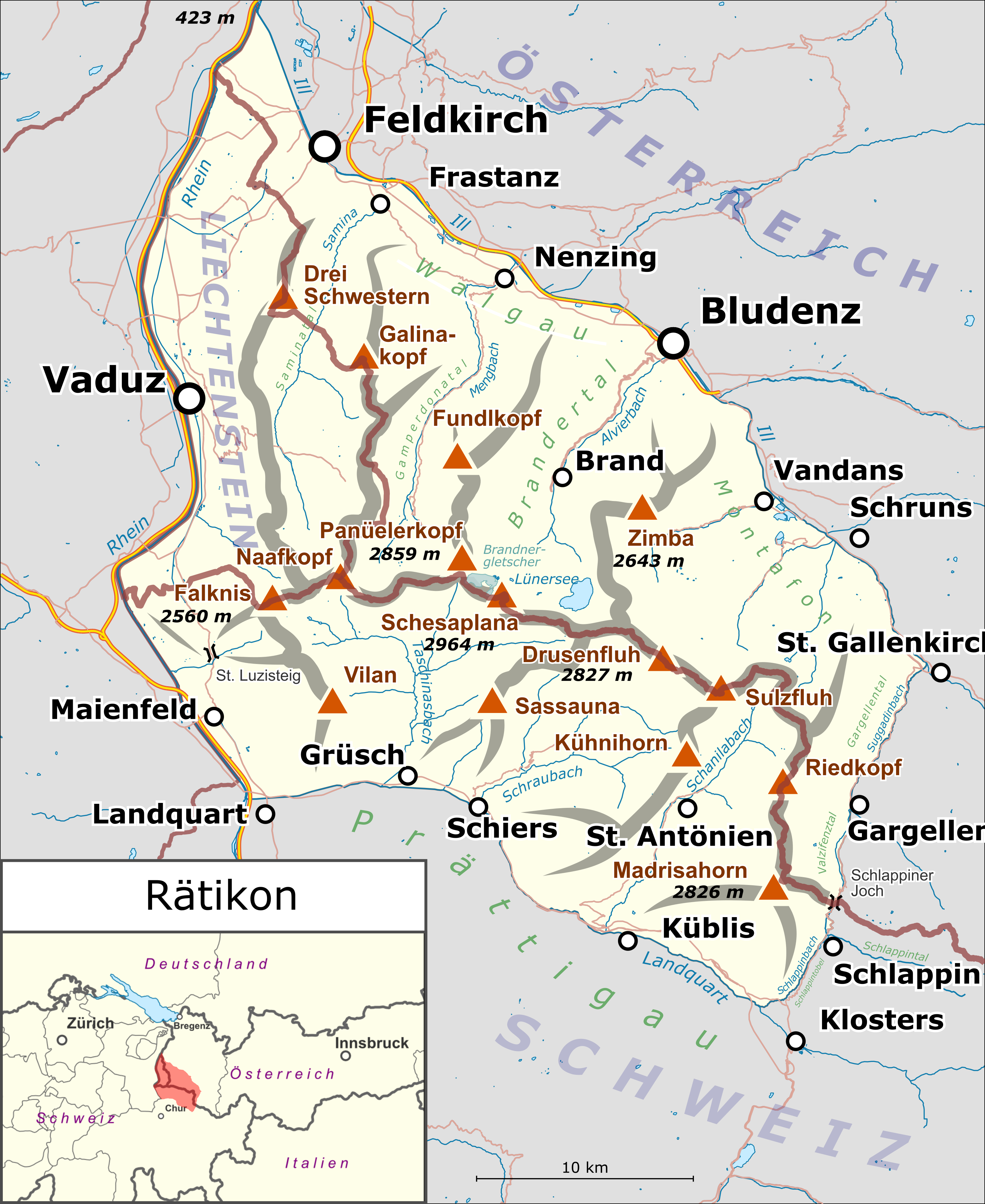
Cartina dettagliata del gruppo montuoso.

Secondo la SOIUSA la Catena del Reticone è una sottosezione con la seguente classificazione:
- Grande Parte = Alpi Orientali
- Grande Settore = Alpi Centro-orientali
- Sezione = Alpi Retiche occidentali
- Sottosezione = Catena del Reticone
- Codice = II/A-15.VIII

Secondo l'AVE costituisce il gruppo n. 25 di 75 nelle Alpi Orientali.

## Delimitazioni
Confina:

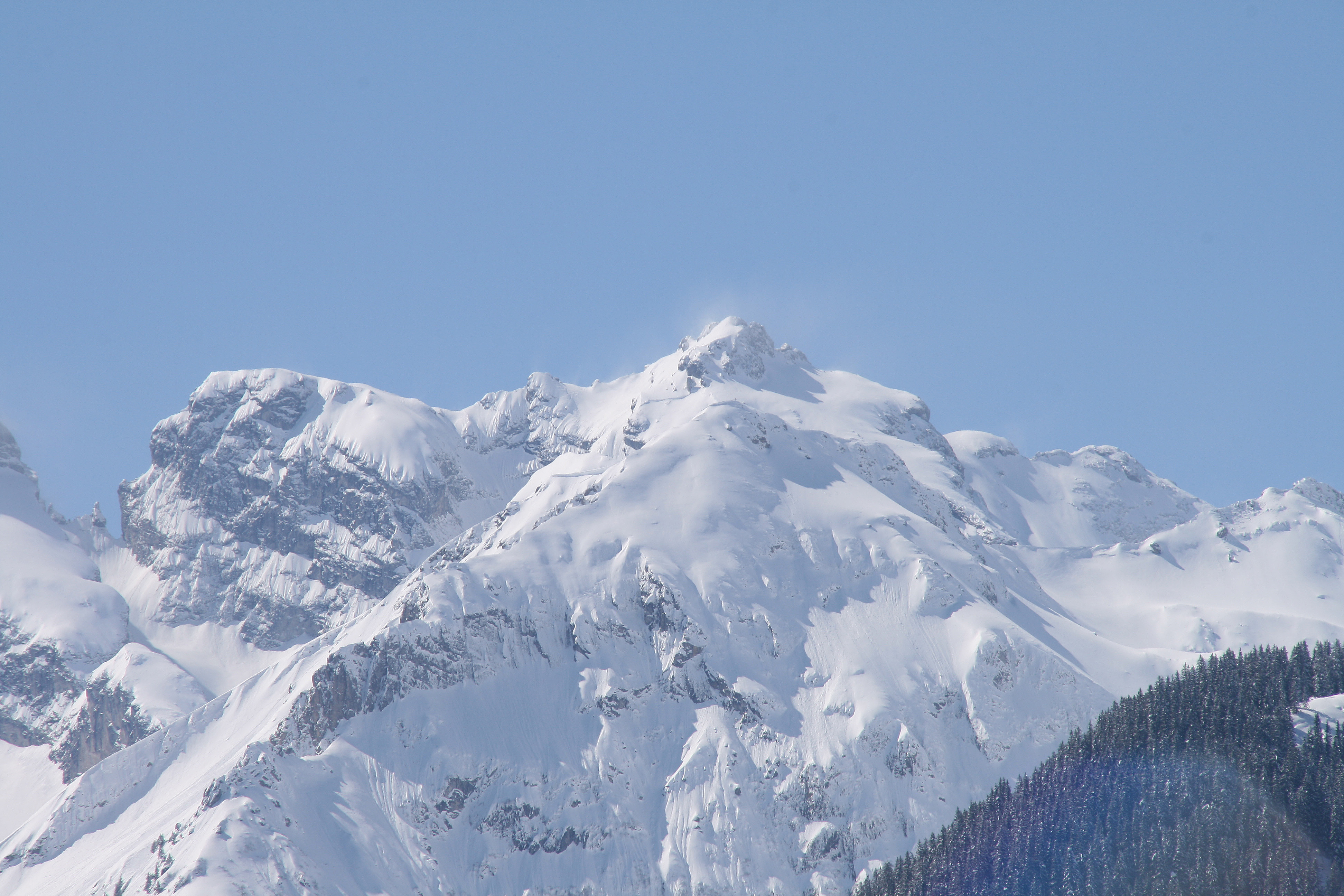
Drusenfluh

- a nord con le Prealpi di Bregenz (nelle Alpi Bavaresi) e con i Monti delle Lechquellen (nelle Alpi Calcaree Nordtirolesi) e separata dal fiume Ill,
- ad est con le Alpi del Silvretta, del Samnaun e del Verwall (nella stessa sezione alpina) e separata dal Schlappiner Joch,
- a sud con le Alpi del Plessur (nella stessa sezione alpina) e separata dalla valle del fiume Landquart,
- ad ovest con le Alpi Glaronesi in senso stretto (nelle Alpi Glaronesi e separata dal corso del fiume Reno. Confina inoltre con le Prealpi di Appenzello e di San Gallo (nelle Prealpi Svizzere) e separata dal corso del fiume Reno.

Ruotando in senso orario i limiti geografici sono: Schlappiner Joch, fiume Landquart, fiume Reno, fiume Ill, Schlappiner Joch.

## Suddivisione

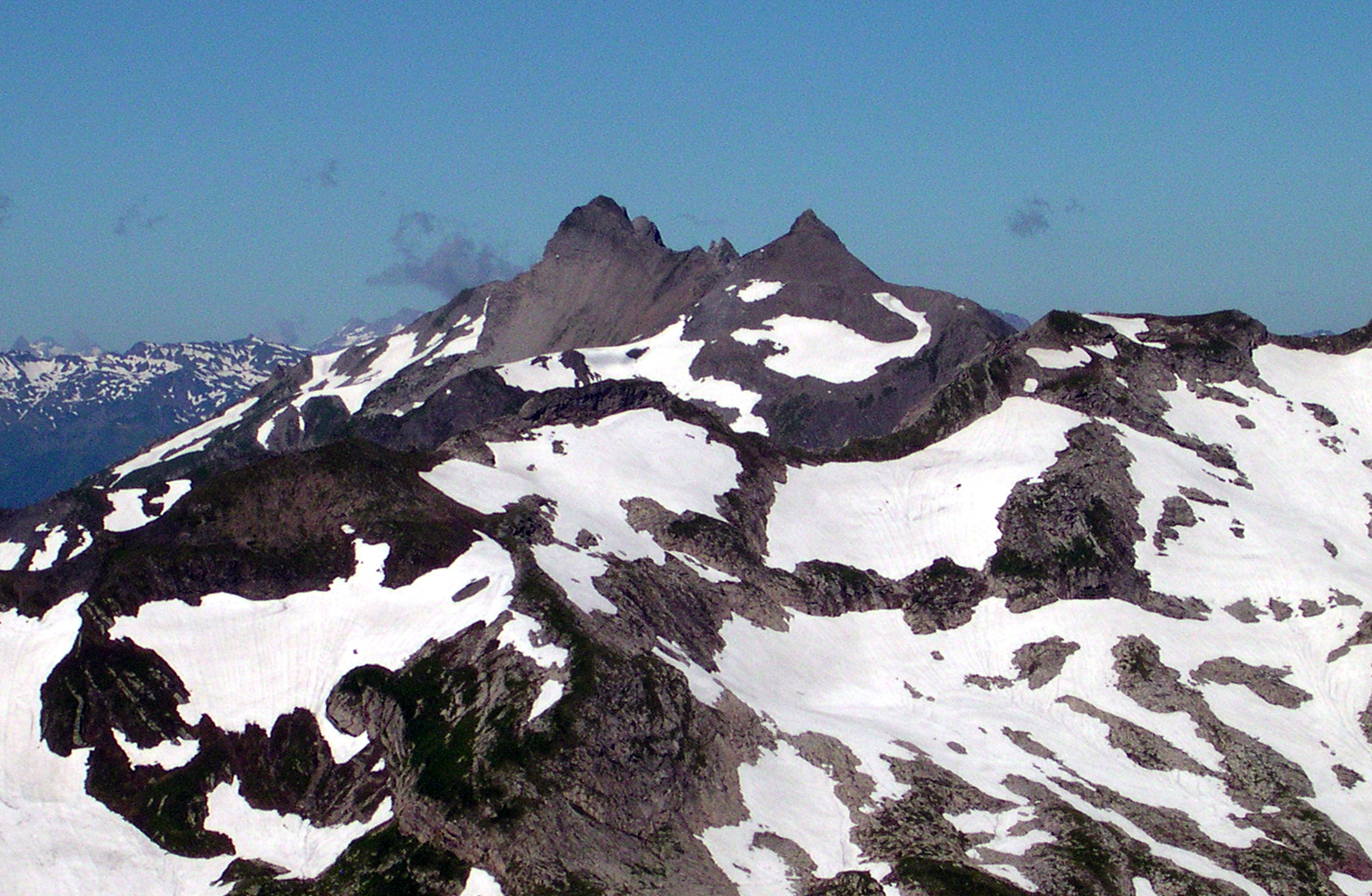
Grauspitz

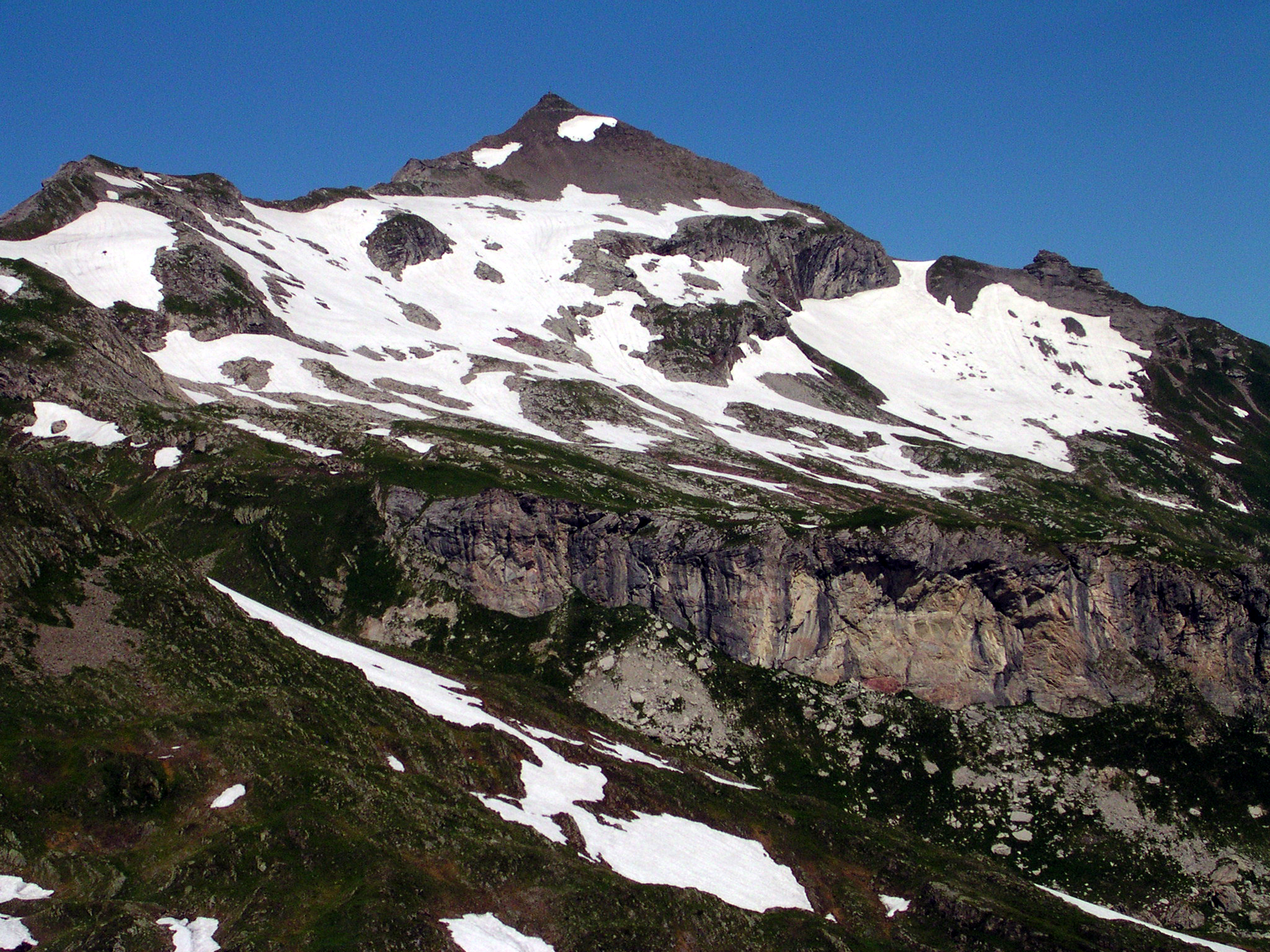
Naafkopf

Secondo la SOIUSA la catena si suddivide in un supergruppo, quattro gruppi e quattordici sottogruppi:
- Gruppo del Rätikon (A)
  - Gruppo Madrisa-Sarotla (A.1)
    - Gruppo del Madrisa (A.1.a)
    - Costiera Gweil-Sarotla (A.1.b)

  - Gruppo Sulzfluh-Drusenfluh (A.2)
    - Gruppo del Sulzfluh (A.2.a)
    - Gruppo Schafberg-Kreuz (A.2.b)
    - Gruppo del Drusenfluh (A.2.c)
    - Golmer und Zerneur Grat (A.2.d)
    - Gruppo del Kirchlispitz (A.2.e)
    - Gruppo dello Zimba (A.2.f)

  - Gruppo Schesaplana-Fundelkopf-Girenspitz (A.3)
    - Gruppo dello Schesaplana (A.3.a)
    - Gruppo Girenspitz-Sassaunagrat (A.3.b)
    - Gruppo del Fundelkopf (A.3.c)

  - Catena del Falknis (A.4)
    - Gruppo Naafkopf-Falknis (A.4.a)
    - Gruppo del Galina (A.4.b)
    - Catena Drei-Schwestern (A.4.c)

Per maggiore completezza il supergruppo viene anche suddiviso in tre settori: Rätikon Occidentale che comprende il primo gruppo, Rätikon Centrale che comprende il Gruppo Sulzfluh-Drusenfluh ed il Gruppo Schesaplana-Fundelkopf-Girenspitz ed Rätikon Orientale che comprende l'ultimo gruppo.

## Montagne

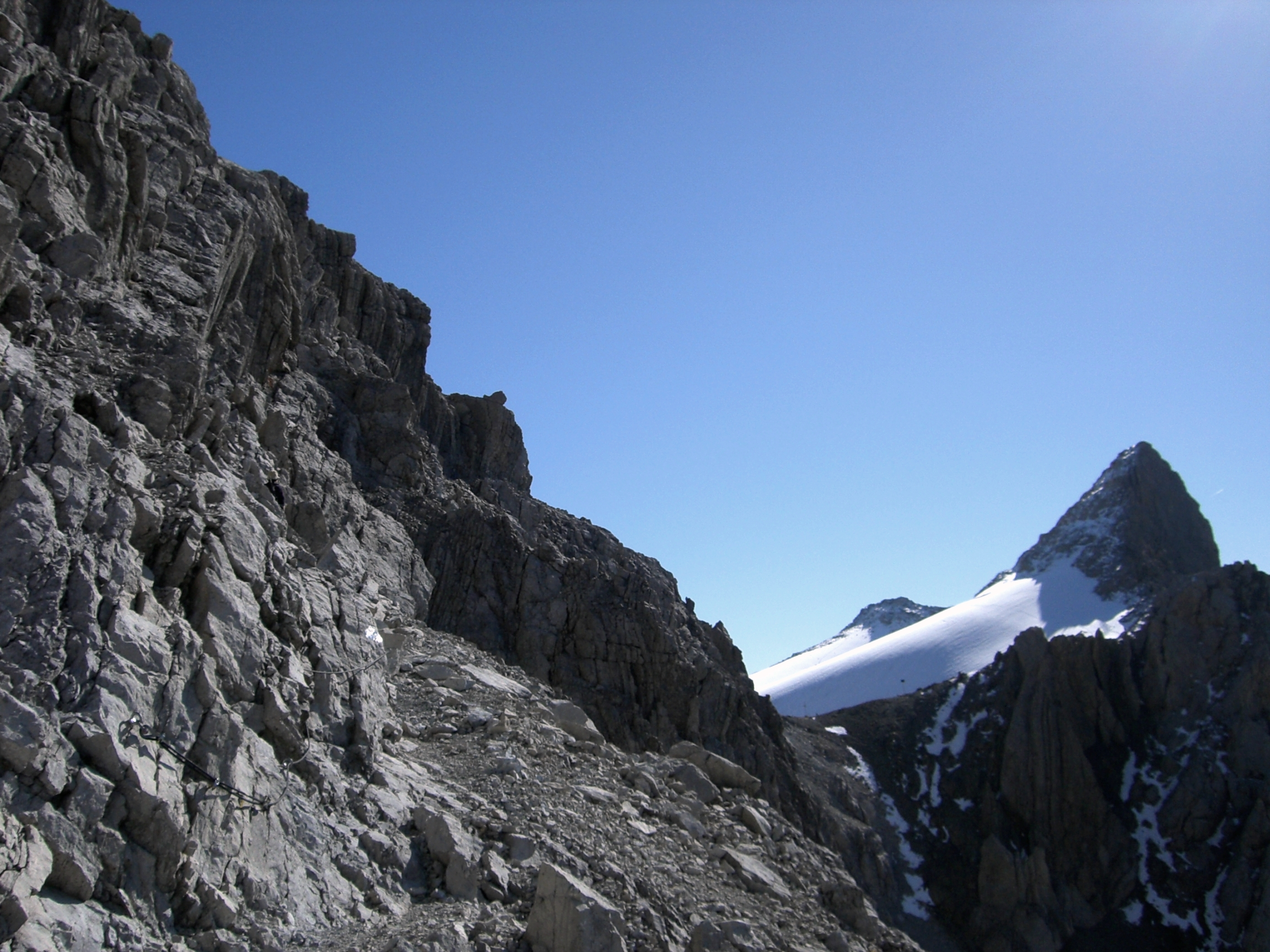
Lo Schesaplana, vetta principale del massiccio.

Le vette principali del massiccio sono:
- Schesaplana - 2.964 m
- Schiltfluh - 2.890 m
- Panüeler - 2.859 m
- Drusenfluh - 2.829 m
- Madrisahorn - 2.830 m
- Sulzfluh - 2.820 m
- Zimbaspitze - 2.643 m
- Grauspitz - 2.599 m
- Falknis - 2.566 m
- Naafkopf - 2.571 m
- Hornspitze - 2.537 m
- Vilan - 2.376 m
- Sassauna - 2.308 m
- Ochsenkopf - 2.286 m
- Gamsgrat - 2.246 m
- Rappenstein - 2.222 m
- Galinakopf - 2.198 m
- Kuhgrat - 2.125 m
- Goldlochspitz - 2.110 m
- Garsellakopf - 2.105 m
- Schönberg - 2.104 m
- Rauherbeng - 2.094 m
- Nospitz - 2.091 m
- Stachlerkopf - 2.071 m
- Zigerbergkopf - 2.051 m
- Gafleispitz - 2.000 m
- Helwanspitz - 2.000 m

## Stazioni di sport invernali
Le principali stazioni di sport invernali che si trovano nel gruppo montuoso sono:
- Brand
- Bürseberg
- Fanas
- Gargellen
- Klosters
- Malans
- Triesenberg
- Tschagguns
- Vandans